# Jacqueline Irles
Jacqueline Irles (Perpinyà, 24 de maig de 1957) és una economista i política nord-catalana. Llicenciada en Ciències Econòmiques per la Universitat de Perpinyà, de 1995 a 1999 fou regidora de Vilanova de Raò, el 1999-2001 en fou tinent d'alcalde i a partir de 2001 en fou alcaldessa. Al maig de 2020 fou escollida per al seu quart mandat a l'alcaldia.
Fou elegida diputada per la quarta circumscripció dels Pirineus Orientals a les eleccions legislatives franceses de 2007 per la Unió pel Moviment Popular amb el 50,25% dels vots emesos, derrotant el candidat socialista Pierre Aylagas, successor de l'històric Henri Sicre. A les eleccions legislatives franceses de 2012, però, fou derrotada pel candidat socialista Pierre Aylagas.

## Càrrecs
- Alcaldessa i regidora:
  - 18/06/1995 - 30/03/1999: consellera municipal de Vilanova de Raò
  - 30/03/1999 - 18/03/2001: adjunta a l'alcalde de Vilanova de Raò
  - 19/03/2001 - 09/03/2008: alcaldessa de Vilanova de Raò (primer mandat)
  - 2008 - 2014ː alcaldessa de Vilanova de Raò (segon mandat)
  - 2014 - 2020ː alcaldessa de Vilanova de Raò (tercer mandat)[3]
  - 25/05/2020 - actualitatː alcaldessa de Vilanova de Raò (quart mandat)[2]
- Diputada:
  - 19/06/2007 - 19/06/2012: diputada de la Quarta circumscripció dels Pirineus Orientals